# Лаура Ґіммлер
Лаура Гіммлер (5 грудня 1993 , Оберстдорф, Баварія ) — німецька лижниця, призер чемпіонату світу.

## Результати за кар'єру
Усі результати наведено за даними Міжнародної федерації лижного спорту.

### Чемпіонати світу
| Рік  | Вік | 10 км індивідуальні пер. | 15 км скіатлон | 30 км мас-старт | Спринт | 4 × 5 км естафета | Командна першість спринт |
| ---- | --- | ------------------------ | -------------- | --------------- | ------ | ----------------- | ------------------------ |
| 2019 | 25  | 13                       | —              | —               | 20     | 4                 | —                        |
| 2021 | 27  | —                        | —              | 10              | 10     | 5                 | —                        |

### Кубки світу

#### Підсумкові місця в Кубку світу за роками
| Сезон | Вік | Місце в дисципліні | Місце в дисципліні | Місце в дисципліні | Місце в дисципліні | Місце в Скі Тур | Місце в Скі Тур | Місце в Скі Тур | Місце в Скі Тур   |
| Сезон | Вік | Загалом            | Дистанція          | Спринт             | Ю-23               | Nordic Opening  | Тур де Скі      | Скі Тур 2020    | Фінал Кубка світу |
| ----- | --- | ------------------ | ------------------ | ------------------ | ------------------ | --------------- | --------------- | --------------- | ----------------- |
| 2015  | 21  | НК                 | НК                 | —                  | НК                 | —               | НФ              | Н/Д             | Н/Д               |
| 2017  | 23  | 74                 | 79                 | 78                 | Н/Д                | —               | —               | Н/Д             | —                 |
| 2018  | 24  | 81                 | НК                 | 51                 | Н/Д                | —               | НФ              | Н/Д             | —                 |
| 2019  | 25  | 45                 | 56                 | 26                 | Н/Д                | НФ              | НФ              | Н/Д             | 28                |
| 2020  | 26  | 62                 | 65                 | 41                 | Н/Д                | —               | НФ              | —               | Н/Д               |
| 2021  | 27  | 42                 | 36                 | 37                 | Н/Д                | 41              | НФ              | Н/Д             | Н/Д               |